# Džinismus

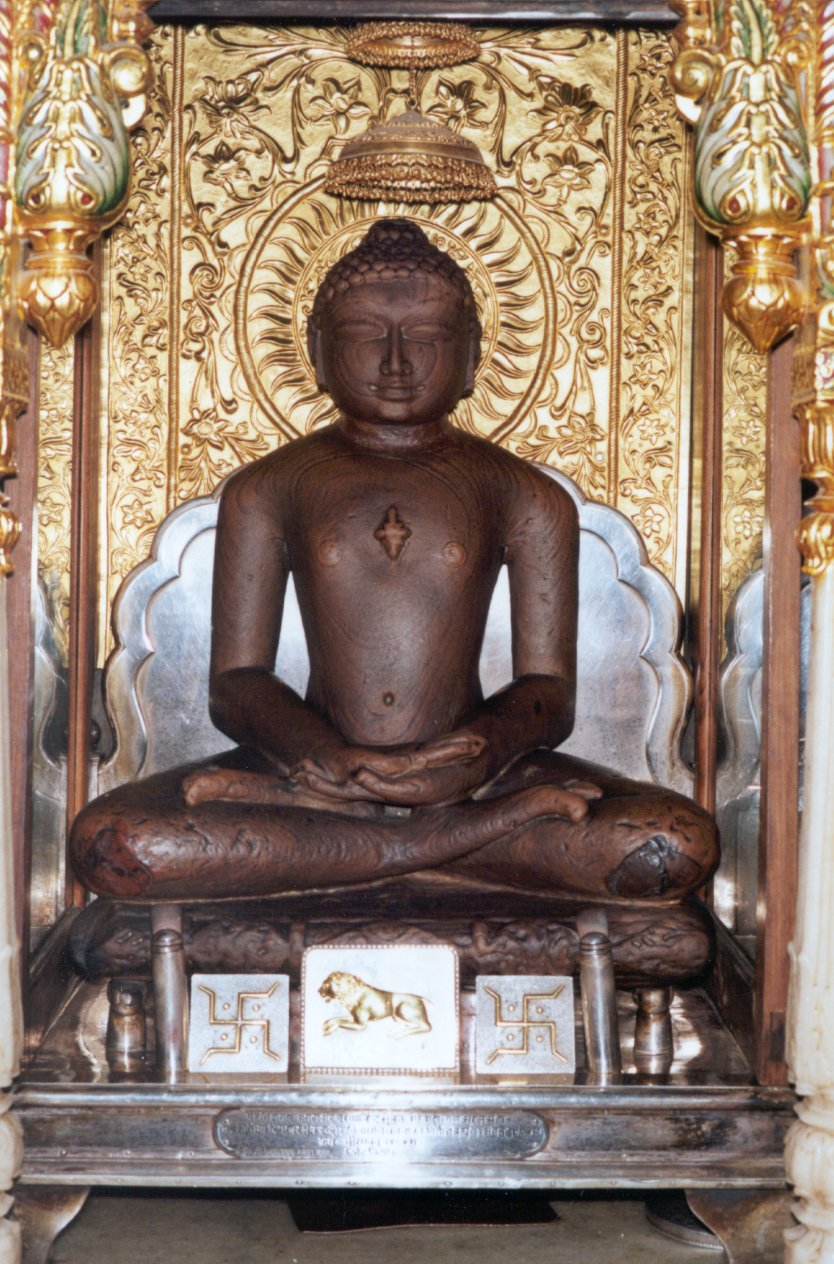
Mahávíra, zakladatel džinismu

Džinismus, někdy též džainismus je neortodoxní systém indické filosofie, který vznikl jako reakce na hinduismus a jeho kastovní systém. Většina religionistů ho vnímá i jako náboženství, ačkoli postoj k bohům je v džinismu specifický. Náboženství má čtyři až pět milionů stoupenců, kteří žijí převážně v Indii.
Tvůrcem náboženství byl v 5. století př. n. l. Vardhamána Mahávíra (v dévanágarí वर्धमान महावीर), přezdívaný Džaina (v dévanágarí जैन a v českém překladu Velký hrdina nebo vítěz). Džinismus nicméně tvrdí, že navazuje na starší myšlenkové vůdce, tzv. tírthankary, přičemž první z nich, Rišabhadeva, měl žít před miliony let. Předposledním, dvacátým třetím tirthankarou měl být Páršvanátha, jenž žil v 9. století před naším letopočtem. Mahávíra má být 24. a zatím posledním tirthankarou.
Džinisté se dělí na dvě hlavní skupiny (sekty) – digambary (větrem odění) a švétambary (bíle odění). K rozdělení džinismu na dvě skupiny došlo (podle studií evropských učenců) mezi roky 79–82.

## Počátky džinismu
Kolem roku 540 př. n. l., ve věku 28 let, opustil Mahávíra svou, snad bohatou, rodinu, jež patřila k sektě, která svým způsobem přikazovala ukončení života sebevraždou, a tak jeho rodiče skončili i svůj život dobrovolným vyhladověním a on pod dojmem těchto událostí se vzdal světských radostí a dvanáct let žil jako asketa z almužen, putoval a meditoval. Když mu bylo 40 let, dosáhl vševědoucího osvícení. Od té doby zasvětil Mahávíra celý svůj život předávání znalostí a během 72 let kázal své náboženské přesvědčení (ve své době měl 14 000 přívrženců). Každý je zodpovědný, říkal, za svou spásu a může ukončit cyklus opakujících se zrození. Džinismus začali propagovat Mahávírovi žáci. Věřili, že Mahávíra je dvacátým čtvrtým z tírthankarů, tj. vykupitelů, kteří se pravidelně zjevují na zemi. Texty, které jsou podstatou náboženství, byly zachyceny v písemné podobě až mnohem později, v 5. století.
Zakladatel džinismu Mahávíra vystoupil mimo jiné s tezí, že dobrovolnou smrt je možné využít k trénování vůle. Nesmí však jít o smrt rychlou, např. požitím jedu, která může být důsledkem nezvládnutých emocí, ale o smrt dobrovolným vyhladověním, která trvá přibližně tři měsíce, a sám Mahávíra tímto způsobem dobrovolně ukončil svůj život. Udržet vůli zemřít po tři měsíce bylo podle Mahávíry efektivním tréninkem a v příštím životě tak byla vůle znovuzrozeného silnější.

## Poselství džinismu

Symbol džinismu představující nenásilí

Základní myšlenkou džinismu je nenásilí (ahinsá). Jeho projevem je respektování veškerého života: lidí, zvířat, rostlin. Učení je praktického rázu, kdy se člověk skládá z:
- džívy – individuální, oživená duše, ve které jsou vlohy k vševědoucnosti, mravní dokonalosti a věčné blaženosti,
- adžívy – neoduševnělé hmoty; materialistická část pro chod organismu (vnější)
- a karmány – pojítka mezi džívou a adžívou, prostřednictvím nichž se zdokonalujeme a zároveň je nutné udržovat adžívu a džívu v souladu.

Základní 4 sliby džívy:
1. nebrat, co není darováno – Asteja
2. nelhat (nevést nepravdivé řeči) – Satya
3. zříci se světské rozkoše – Brahma-Čarjá
4. nezabíjet nic živého, tj. nezabít ani neobtěžovat žádné zvíře (přecezovat pitnou vodu pro odstranění drobných živočichů, nosit závoj, aby nevdechli hmyz atp.) – Ahinsá

V džinismu se poprvé v Indii objevuje myšlenka nenásilí, nepoškozování, zachování života – ahinsa, z níž se později stane jeden ze základních prvků pro většinu reformních hnutí v Indii. 
Důležitá je také Anekantavanda, zásada mnohostranného pohledu na svět, pramenící v podstatě z Ahinsy, protože nepotlačují ani (jiné) pravdy.
Někteří mniši mají přes ústa pruh látky (sekta Sthánakavásinů (oddělila se od Švétámbarů)), jiní před sebou při chůzi nebo před usednutím zametají jen proto, aby neusmrtili ani toho nejmenšího tvora. Všichni džinisté jsou vegetariáni. Nemohou vykonávat určitá povolání, nemohou např. obdělávat půdu jako rolníci, kteří při své práci mohou poranit zvířata (čímž si velice zkomplikovali přísun nových věřících). Mniši a mnišky vytvářejí komunity, v jejichž čele stojí učitel. Živi jsou z almužen. Skládají slib čistoty a chudoby. Nesmějí lhát ani krást. Věřící navštěvují chrámy, kde se modlí a obětují Džinnům (osobám, které dosáhly dokonalosti) jídlo, parfémy, květiny nebo peníze. Sedí u nohou sochy, přednášejí hymny a čtou Písmo. Důraz je kladen i na meditaci. Jednou za dvanáct let se džinisté shromažďují u sochy mudrce Bahubaliho, který završil reinkarnační cyklus. Je to elitní menšina stoupenců, jež dnes čítá na 3 miliony lidí, a její známé sekty jsou např.: bíle odění, vzduchem odění atd. Velké úctě mezi Džinisty se těší kromě mužských řádů také řády mnišek (Digambarové, neboli vzduchem odění řád mnišek nemají).

## Obecná charakteristika
Džinismus je náboženský cyklický systém, založený na rozumové činnosti člověka, která potlačila citovou stránku na nezbytně nutnou míru. Navazuje polemicky na védské náboženství. Svět (vesmír) je podle džinismu nevznikající a nezanikající (nebyl stvořen a ani nebude nikdy zničen). Čas je však rozdělen na dlouhá střídavá období – 6 věků od stavu blahobytu, ke stavu největšího utrpení a stejných 6 věků v opačném pořadí k věku největšího blahobytu. Nyní (podle džinismu) žijeme ve věku bídy, starostí a neštěstí (5. věk) a po něm bude nejtěžší a nejhorší období. Džinismus podle tradice trvá od věčnosti do věčnosti. Čas od času přicházejí věrozvěsti zvaní džinové (vítězové).
Podstata džinismu je ateistická filosofie, která existenci bohů nepopírá, bohové však podle této nauky nejsou ani stvořitelé, ani pánové vesmíru. I bohové podléhají obecným zákonům i zákonu karmy, právě tak, jako lidé. Věčný a nestvořený (a zároveň také nezanikající) svět je stvořen z šesti prvků: duše, dharma (zákonnost), adharma (bezzákonnost), prostor, čas a hmotné částice. Karma je zde pojata jako extrémně jemná částice hmoty, která prostupuje lidské duše a spoutává je se zemí. Duše se tomuto vstupu karmy může bránit a tím se osvobodit, nejúčinněji pomocí askeze. Stavu blaženosti lze dosáhnout také pomocí zachování pětice příkazů (vyjádřeno pomocí evropských termínů): nezabiješ, nezalžeš, nepokradeš, budeš zdrženlivý, zdržíš se požitků vnějších projevů života.

### Etika
Základem džinistické etiky je tzv. triratnam – tři klenoty:
1. Samjag-daršanam, dokonalé vnímání, podmíněné pravou vírou
2. Samjag-džňánam, dokonalé poznání a z toho plynoucí dokonalé vědění
3. Samjag-čaritram, dokonalý život

Triratnam je základem cesty ke konečné spáse, k vrcholné metě všeho snažení každého jednotlivce, kdy se konečně duše vymaní z pout hmoty a dosáhne naprosté dokonalosti.

Pro vysoké mravní hodnoty jsou džinisté i v Indii uznáváni a hodnoceni jako ekonomicky nejúspěšnější část indické populace.

### Bůh a božstva
Pojem boha v džinismu se může jevit jako velký problém. Definici z našeho (evropského) pohledu tato nauka trochu komplikuje. Nejedná se o ateistickou soustavu, i džinisté tuto možnost rozhodně popírají a ostře se stavějí proti výrokům, že jsou ateisti. Džinismus zná božské bytosti, ale také plnou odpovědnost člověka za své činy, kdy nikdo nemůže uniknout následkům svých činů a bůh ani nějaký jeho pomocník se nemůže mísit do lidského života. Není zde stvořitele života a světa, svět je věčný, nevznikající a nezanikající. Stvořitelem života nemohl být bůh z důvodu, že je dokonalý a život není (dokonalá bytost nevytváří a ani nemůže vytvořit nedokonalý výtvor). Džinisté uznávají existenci různých božských bytostí, ale neuctívají je, protože tyto bytosti nejsou podstatné pro jejich život a byť jsou ve světě na vyšší úrovni, stejně jako všechny bytosti v tomto světě podléhají zákonitostem tohoto světa. Zároveň ale džinisté věří, že lidé a bohové mohou dosáhnout transcendentního stavu existence, tj. stát se Siddhou, duchovně dokonalou bytostí, která překoná i smrt a osvobodí se tak z věčného koloběhu rození a umírání do věčné říše Siddhalóky. Džinisté také věří, že v nejhlubším nitru každé duše spočívá jeden a tentýž transcendentní Duch Univerza (Paramátma), kterého může každý skrze svou duši dosáhnout a doslova ho tak ztělesnit v životě a splynout s Ním po smrti. Podle téže víry to ale není žádný Stvořitel světa, Pán světa nebo Zákonodárce světa.

### Tírthankarové
Džinismus uctívá celkem 24 tírthankarů, z nichž prokazatelně historickými osobami jsou jen poslední dva, Páršvanátha (8. stol. př. n. l.) a Mahávíra (6. stol. př. n. l.), který je považován za konečného zakladatele učení. Sochy tírthankarů tvoří hlavní a mnohdy jedinou výzdobu běžných džinistických chrámů. Bývají znázorňováni v asketickém hávu, anebo ještě častěji zcela nazí, buď vstoje (s rukama visícíma dolů podél těla, jehož se nedotýkají), či v lotosové pozici, v strnulé meditaci, s rukama v klíně. Jednotliví tírthankarové se od sebe dají rozeznat pouze díky atributům, které jejich podoby doplňují. Např. Páršvanátha je označen symbolem hada, Mahávíra lva apod.

## Současný džinismus a džinismus na Západě
K významným osobnostem džinismu na Západě patřil Rúp-Radžendra Šáh, známý pod jménem Čitrabhanu. 

I v samotné Indii vzrůstá zájem o mnišský život, zejména mezi mladými lidmi.